# Alexander Alexejewitsch Makarow
Alexander Alexejewitsch Makarow (russisch Александр Алексеевич Макаров; * 2. Juni 1966 in Irkutsk) ist ein russischer Physiker. Er gilt als Erfinder der Orbitrap.

## Leben
Makarow studierte am Moskauer Institut für Technische Physik. Nach seiner Promotion arbeitete er seit 1992 am Prokhorov General Physics Institute der Russischen Akademie der Wissenschaften (GPI RAS). 1996 wechselte er zu der kleinen Hightech-Firma HD Technologies in Manchester. Arbeiten zu einem funktionsfähigen Prototyp eines hochauflösenden Massenspektrometers, des Orbitrap, wurde von ihm im Jahr 2000 publiziert. Technische Weiterentwicklungen führten zu einem ersten kommerziellen Gerät im Jahr 2005, das durch Thermo Fisher Scientific als Kopplung Linear trap/Orbitrap vertrieben wurde. Die Orbitrap ist heute mit Linear trap („LTQ Orbitrap“), quadrupol („Q Exactive“) oder direkt mit einer Ionenquelle gekoppelt („Exactive“) verfügbar. Alexander Makarow lebt seit 2006 mit seiner Familie in Bremen und ist Director of Research in Life Sciences Mass Spectrometry bei der Firma Thermo Fisher Scientific.

## Ehrungen
- Heinrich-Emanuel-Merck-Preis (2007)
- Gold Award der Russischen Gesellschaft für Massenspektrometrie (2007)
- John B. Fenn Award for a Distinguished Contribution in Mass Spectrometry der American Society for Mass Spectrometry (2008)
- Curt Brunnée Research Award (2009)
- Science and Technology Award der Human Proteome Organization (2011)
- Thomson Medallist der International Mass Spectrometry Foundation (2012)
- Mitglied der Royal Society (2020)